# Уингфилд-Стратфорд, Сесил
Се́сил Ве́рнон Уи́нгфилд-Стра́тфорд (англ. Cecil Vernon Wingfield-Stratford; 7 октября 1853 — 5 февраля 1939) — офицер Британской армии, служивший в Корпусе королевских инженеров, в молодости бывший футболистом. Выступал за футбольный клуб «Ройал Энджинирс», провёл 1 матч за национальную сборную Англии.

## Биография
Родился в Аддингтоне (графство Кент), окончил Королевскую военную академию в Вулидже. Был членом знаменитой семьи Стратфордов. В октябре 1881 года женился на Розалинд Изабель Блайт, дочери преподобного Эдуарда Веси Блайта и леди Изабель Мэри Фрэнсис Невилл. У пары родился сын Эсме Сесил, который стал историком и писателем.

## Спортивная карьера
Уингфилд-Стратфорд выступал на позиции крайнего левого нападающего за футбольные команды Королевской военной академии в Вулидже и за клуб «Ройал Энджинирс». В сезоне 1873/74 помог команде «Ройал Энджинирс» дойти до финала Кубка Англии, где «инженеры» встретились с клубом «Олд Итонианс». Матч, который прошёл 13 марта 1875 года, завершился вничью со счётом 1:1. Три дня спустя состоялась переигровка, в которой «Ройал Энджинирс» победил со счётом 2:0.
3 марта 1877 года провёл свою единственную игру за национальную сборную Англии в матче против сборной Шотландии на стадионе «Сарри Крикет Граунд» в Лондоне. Англичане проиграли в том матче со счётом 1:3.
Чарльз Уильям Олкок описал Уингфилда-Стратфорда как «очень быстрого и полезного на фланге».
Помимо футбола играл за крикетный клуб «Марилебон».

### Спортивные достижения
«Ройал Энджинирс»
- Обладатель Кубка Англии: 1875

## Военная карьера
В 1873 году Уингфилд-Стратфорд был зачислен в Корпус королевских инженеров в звании лейтенанта. К 1909 году стал бригадным генералом. В 1914 году вышел из отставки и командовал частями Британской армии (командующий 46-го дивизиона корпуса Королевских инженеров) в битве при Лоосе (осень 1915 года) и в начале битвы на Сомме (июль 1916 года). Четырежды упоминался в депешах. В 1916 году получил Орден Святых Михаила и Георгия, в 1918 году — Орден Бани.